# Wohnungseigentümerversammlung
Die Wohnungseigentümerversammlung ist beim Wohnungseigentum ein Organ der Wohnungseigentümergemeinschaft, das im Rahmen der Selbstverwaltung für Beschlüsse und Willensbildung der Wohnungseigentümer zuständig ist.

## Allgemeines
Das Wohnungseigentum besteht typischerweise aus mindestens zwei Wohnungseigentümern, sodass sich die Rechtsfrage stellt, wie diese ihre (häufig gegenläufigen) Interessen durchsetzen sollen. Das Wohnungseigentumsgesetz (WEG) hat sich analog zum Gesellschaftsrecht dazu entschieden, eine ähnlich wie die Gesellschafterversammlung funktionierende Versammlungsform einzurichten, die als Organ für die Beschlüsse und die Willensbildung der Wohnungseigentümer tätig ist. Deshalb regelt das WEG für die Wohnungseigentümerversammlung deren Einberufung, Abstimmung, Stimmrecht und Stimmgewicht.
Mit der WEG-Reform zum 1. Dezember 2020 wurden die Regelungen zur Eigentümerversammlung in den §§ 23–25 WEG teilweise neu geregelt.

## Rechtsfragen

### Zuständigkeiten der Wohnungseigentümerversammlung
Die – nicht öffentliche – Wohnungseigentümerversammlung beschließt nach § 23 Abs. 1 WEG über Angelegenheiten, über die nach dem WEG oder nach einer Vereinbarung der Wohnungseigentümer die Wohnungseigentümer durch Beschluss entscheiden können.
Im WEG sind weitere Bereiche festgelegt, über die die Wohnungseigentümerversammlung beschließen kann. Dies betrifft insbesondere die laufende Verwaltung des gemeinschaftlichen Eigentums wie beispielsweise
- ordnungsgemäße Verwaltungsmaßnahmen,
- Gebrauchsregelungen des gemeinschaftlichen Eigentums,
- Instandhaltung und Instandsetzung,
- Bestellung und Abberufung des Verwalters,
- Ermächtigung des Verwalters zur Geltendmachung von Ansprüchen,
- Bestellung eines Verwaltungsbeirats,
- bauliche Veränderungen und Aufwendungen und
- die Vorlage von Wirtschaftsplan, Jahresabrechnung und Vermögensbericht

Über den Wirtschaftsplan selbst und die Jahresabrechnung wird seit der WEG-Reform zum 1. Dezember 2020 nicht mehr abgestimmt. Beschlossen wird nur noch über die Vorschüsse (Hausgeld) zur Kostentragung und über die Einforderung von Nachschüssen oder die Anpassung der beschlossenen Vorschüsse. (§ 28 WEG).
Darüber hinaus können der Wohnungseigentümerversammlung durch die Gemeinschaftsordnung weitere Kompetenzen zugewiesen werden.

### Einladung und Tagesordnung
Nach § 24 Abs. 1 und 2 WEG muss die Wohnungseigentümerversammlung mindestens einmal im Jahr vom Verwalter einberufen werden; außerdem in Fällen, die in einer Vereinbarung der Wohnungseigentümer bestimmt sind oder, wenn mehr als ein Viertel der Wohnungseigentümer es verlangt.
Fehlt ein Verwalter oder weigert er sich pflichtwidrig, die Versammlung der Wohnungseigentümer einzuberufen, so kann die Versammlung auch durch den Vorsitzenden des Verwaltungsbeirats, dessen Vertreter oder einen durch Beschluss ermächtigten Wohnungseigentümer einberufen werden (§ 24 Abs. 3 WEG).
Die Einladung muss in Textform erfolgen. Die Einladungsfrist beträgt mindestens drei Wochen, sofern nicht ein Fall von besonderer Dringlichkeit vorliegt (§ 24 Abs. 4 WEG). Die Einladung muss eine Tagesordnung beinhalten, in der die Beschlussgegenstände so deutlich bezeichnet sind, dass den eingeladenen Eigentümern vorher klar ist, worüber abgestimmt werden soll. Stehen Beschlussgegenstände nicht in der Tagesordnung, so kann über sie auch nicht beschlossen werden (§ 23 Abs. 2 WEG). Das gilt jedoch nicht für Beschlüsse, die den Ablauf der Versammlung oder deren Vorsitz regeln.

### Online-Teilnahme an Eigentümerversammlungen
Mit der WEG-Reform 2020 wurde es ermöglicht, online an einer Versammlung teilzunehmen.
Die Wohnungseigentümer können beschließen, dass Wohnungseigentümer an der Versammlung auch ohne Anwesenheit an deren Ort teilnehmen und sämtliche oder einzelne ihrer Rechte ganz oder teilweise im Wege elektronischer Kommunikation ausüben können (§ 23 Abs. 1 WEG). Die Beschlusskompetenz ermöglicht es jedoch nicht, die Präsenzversammlung insgesamt zugunsten einer reinen Online-Versammlung abzuschaffen. Das Recht jedes Wohnungseigentümers, physisch an der Versammlung teilzunehmen, steht damit nicht zur Disposition der Mehrheit. Die konkrete, insbesondere technische Ausgestaltung der Online-Teilnahme wird im Hinblick auf künftige technische Entwicklungen nicht geregelt. Über die Ausgestaltung ist deshalb zu beschließen, wobei sich die Rechtmäßigkeit des Beschlusses nach dem allgemeinen Grundsatz ordnungsmäßiger Verwaltung richtet.
Derzeit läuft aber ein Gesetzgebungsverfahren, nach welchem es ermöglicht werden soll, reine Online-Eigentümerversammlungen abzuhalten.

### Beschlussfähigkeit
Mit der WEG-Reform zum 1. Dezember 2020 wurden die Regelungen zur Beschlussfähigkeit einer Eigentümerversammlung in § 25 Abs. 3 und 4 WEG (alt) gestrichen. Nach der alten Regelung war die Versammlung nur beschlussfähig, wenn die erschienenen stimmberechtigten Wohnungseigentümer mehr als die Hälfte der Miteigentumsanteile, berechnet nach der im Grundbuch eingetragenen Größe dieser Anteile, vertreten waren.
Seit dem 1. Dezember 2020 ist die Eigentümerversammlung nun immer beschlussfähig. Bei der Beschlussfassung entscheidet die Mehrheit der abgegebenen Stimmen (§ 25 Abs. 1) WEG.

### Stimmgewicht
Jeder Wohnungseigentümer hat eine Stimme. Auch ein Eigentümer mehrerer Wohnungen hat in der Wohnungseigentümerversammlung nur eine Stimme (Kopfprinzip) § 25 Abs. 2 WEG. In der Regel wird das Stimmgewicht aber in der Teilungserklärung abweichend geregelt. Häufige Formen sind hierbei:
- das Wertprinzip: Das Stimmgewicht richtet sich nach den Miteigentumsanteilen. Hierbei kann es vorkommen, dass ein Eigentümer, dem mehrere Wohnungen gehören, die Wohnungseigentümerversammlung beherrscht. Nachteilig ist auch, dass bei größeren Wohnungseigentümerversammlungen das Abstimmungsergebnis aufwendiger festzustellen ist.
- das Objektprinzip: Hiernach steht jede Wohnung für eine Stimme. Hier kann es zu Verzerrungen kommen, wenn die Wohnungen ungleich groß sind.

#### Stimmrecht bei mehreren Inhabern einer Eigentumswohnung
Besitzen mehrere Inhaber (z. B. Ehegatten, Lebenspartner, Geschwister) eine Eigentumswohnung gemeinsam, so haben sie trotzdem nur eine Stimme, die einheitlich auszuüben ist § 25 Abs. 2 WEG. Häufig ist in der Teilungserklärung geregelt, dass solche Gemeinschaften dem Verwalter einen stimmberechtigten Vertreter zu benennen haben, andernfalls das Stimmrecht in der Wohnungseigentümerversammlung ruht.

#### Ausschluss von der Abstimmung
Aus Gründen der möglichen Interessenkollision ist ein Wohnungseigentümer nicht stimmberechtigt, wenn der Beschluss ein Rechtsgeschäft mit ihm beinhaltet. Auch wenn die Einleitung oder die Erledigung eines Rechtsstreits mit ihm beschlossen werden soll oder wenn er nach § 17 rechtskräftig verurteilt ist, ist er nicht stimmberechtigt (§ 25 Abs. 4 WEG).

### Niederschrift
Die Beschlüsse der Versammlung sind in einer Niederschrift festzuhalten (§ 24 Abs. 6 WEG). Dieses Protokoll ist – sofern nichts anderes vereinbart ist – gemäß § 24 Abs. 6 Satz 2 WEG von dem Vorsitzenden (Versammlungsleiter), einem Wohnungseigentümer und, falls ein Verwaltungsbeirat bestellt ist, auch von dessen Vorsitzenden oder seinem Vertreter zu unterschreiben. Die Voraussetzung hierfür ist, dass vorgenannte Wohnungseigentümer auch an der Versammlung teilgenommen haben, sonst entfällt die Unterschrift.
Gemäß § 24 Abs. 6 WEG ist jeder Wohnungseigentümer berechtigt, die Niederschrift einzusehen. Der einzelne Eigentümer hat somit zwar ein Einsichtsrecht hinsichtlich der Niederschrift, jedoch keinen Anspruch auf Übersendung einer Abschrift. Das WEG schreibt einen Versand des Protokolls der Eigentümerversammlung an die Eigentümer nicht vor. Abweichend hiervon können Gemeinschaftsordnungen und üblicherweise auch die Verwalterverträge regeln, dass der Verwalter verpflichtet ist, Abschriften der Versammlungsniederschrift an die Eigentümer zu übersenden.

### Beschlüsse

#### Beschlussfassung
Bei der Beschlussfassung entscheidet die Mehrheit der abgegebenen Stimmen. Jeder Wohnungseigentümer hat eine Stimme. Vollmachten bedürfen zu ihrer Gültigkeit der Textform (§ 25 WEG).
Die gefassten Beschlüsse müssen eindeutig sein und sollen keinen Interpretationsspielraum bieten. Fehlt diese inhaltliche Bestimmtheit und Klarheit, kann ein Beschluss anfechtbar oder sogar nichtig sein. In beiden Fällen sind zur Klärung gerichtliche Verfahren nach § 43 Nr. 4 WEG möglich. So ist das Fassen von Beschlüssen unter einem Tagesordnungspunkt „Verschiedenes / Sonstiges“ grundsätzlich nicht möglich, da der Tagesordnungspunkte nicht hinreichend bestimmt ist. Werden im Rahmen eines solchen Punktes dennoch Beschlüsse gefasst, sind diese jedoch nicht automatisch nichtig (Zitterbeschluss). Sofern die Beschlüsse nicht fristgerecht angefochten werden, sind diese nach Ablauf der Anfechtungsfrist wirksam.

#### Beschlüsse über bauliche Veränderungen und Wiederaufbau
Beschlüsse zu baulichen Veränderungen regelt § 20. Mit der WEG-Reform zum 1. Dezember 2020 wurde die Durchführung baulicher Maßnahmen erleichtert.
Durch die bisherige Rechtslage wurden bauliche Veränderungen verhindert, die für einzelne Wohnungseigentümer besonders bedeutsam und aus gesamtgesellschaftlicher Perspektive sinnvoll sind. Dies gilt insbesondere für die Errichtung einer Lademöglichkeit für elektrisch betriebene Fahrzeuge sowie für Maßnahmen der Barrierereduzierung, des Einbruchsschutzes und des Glasfaseranschlusses. Der § 20 sieht deshalb nun vor, dass solche Maßnahmen privilegiert werden. Jeder Wohnungseigentümer soll einen Rechtsanspruch darauf haben. Die Eigentümerversammlung darf die Baumaßnahmen in der Regel nicht verwehren. Sie darf aber auf die Art der Durchführung der Maßnahme Einfluss nehmen und zum Beispiel beschließen, dass die Gemeinschaft die Baumaßnahme organisiert, damit diese den Überblick über den baulichen Zustand der Wohnanlage behält. Die Kosten der Maßnahme soll der begünstigte Wohnungseigentümer tragen.
Maßnahmen, die über die ordnungsmäßige Erhaltung des gemeinschaftlichen Eigentums hinausgehen (bauliche Veränderungen), können beschlossen oder einem Wohnungseigentümer durch Beschluss gestattet werden (§ 20 Abs. 1).
Jeder Wohnungseigentümer kann angemessene bauliche Veränderungen verlangen, die
- dem Gebrauch durch Menschen mit Behinderungen,
- dem Laden elektrisch betriebener Fahrzeuge,
- dem Einbruchsschutz und
- dem Anschluss an ein Telekommunikationsnetz mit sehr hoher Kapazität dienen.

Über die Durchführung ist im Rahmen ordnungsmäßiger Verwaltung zu beschließen (§ 20 Abs. 2).
Jeder Wohnungseigentümer kann verlangen, dass ihm eine bauliche Veränderung gestattet wird, wenn alle Wohnungseigentümer, deren Rechte durch die bauliche Veränderung über das bei einem geordneten Zusammenleben unvermeidliche Maß hinaus beeinträchtigt werden, einverstanden sind (§ 20 Abs. 3).
Nutzungen und Kosten bei baulichen Veränderungen regelt § 21.
Bauliche Veränderungen, die die Wohnanlage grundlegend umgestalten oder einen Wohnungseigentümer ohne sein Einverständnis gegenüber anderen unbillig benachteiligen, dürfen nicht beschlossen und gestattet werden; sie können auch nicht verlangt werden (§ 20 Abs. 4).
Ist das Gebäude zu mehr als der Hälfte seines Wertes zerstört und ist der Schaden nicht durch eine Versicherung oder in anderer Weise gedeckt, so kann der Wiederaufbau nicht beschlossen oder verlangt werden § 22.

#### Beschluss-Sammlung
Seit dem 1. Juli 2007 ist zusätzlich zur Niederschrift eine Beschluss-Sammlung gemäß § 24 Abs. 7 WEG zu führen. Die Beschluss-Sammlung enthält nur den Wortlaut der verkündeten Beschlüsse mit der Angabe des Ortes und dem Datum der Versammlung, entsprechendes für schriftliche Beschlüsse und die Urteilsformeln der gerichtlichen Entscheidungen in einem Rechtsstreit gemäß § 43 WEG (Beschlussanfechtungsverfahren u. a.). Einem Wohnungseigentümer oder einem Dritten, den ein Wohnungseigentümer ermächtigt hat, ist auf sein Verlangen Einsicht in die Beschluss-Sammlung zu geben (§ 24 Abs. 7 WEG). Die Beschluss-Sammlung ist vom Verwalter zu führen (§ 24 Abs. 8 Satz 1 WEG).

#### Beschlüsse ohne Versammlung
Auch ohne Versammlung ist ein Beschluss gültig (Umlaufbeschluss), wenn alle Wohnungseigentümer ihre Zustimmung zu diesem Beschluss in Textform erklärt haben (Allstimmigkeit). Die Wohnungseigentümer können jedoch beschließen, dass für einen einzelnen Gegenstand die Mehrheit der abgegebenen Stimmen genügt (§ 23 Abs. 3 WEG).

#### Nichtigkeit und Anfechtung von Beschlüssen
Nichtig ist ein Beschluss, wenn er gegen eine Rechtsvorschrift verstößt, auf deren Einhaltung rechtswirksam nicht verzichtet werden kann (§ 23 Abs. 4 Satz 1 WEG). Ein nichtiger Beschluss entfaltet von vornherein keine Rechtswirkung. Seine Nichtigkeit kann jederzeit (auch lange nach dem Beschluss) geltend gemacht werden.
Das Gericht kann auf Klage eines Wohnungseigentümers einen Beschluss für ungültig erklären (Anfechtungsklage) oder seine Nichtigkeit feststellen (Nichtigkeitsklage). Unterbleibt eine notwendige Beschlussfassung, kann das Gericht auf Klage eines Wohnungseigentümers den Beschluss fassen (Beschlussersetzungsklage) (§ 44 Abs. 1 WEG).
Die Klagen sind gegen die Gemeinschaft der Wohnungseigentümer zu richten. Der Verwalter hat den Wohnungseigentümern die Erhebung einer Klage unverzüglich bekannt zu machen (§ 44 Abs. 2 WEG).
Das Urteil wirkt für und gegen alle Wohnungseigentümer, auch wenn sie nicht Partei sind (§ 44 Abs. 3 WEG).
Die Anfechtungsklage muss innerhalb eines Monats nach der Beschlussfassung erhoben und innerhalb zweier Monate nach der Beschlussfassung begründet werden. (§ 45 WEG) Beide Fristen sind nach h. M. nicht verlängerbar!

#### Gültigkeit von Beschlüssen gegenüber Sondernachfolgern
Beschlüsse, die aufgrund einer Vereinbarung nach § 10 Abs. 2 WEG gefasst werden, wirken gegen den Sondernachfolger eines Wohnungseigentümers nur, wenn sie als Inhalt des Sondereigentums im Grundbuch eingetragen sind (§ 10 Abs. 3 WEG). Diese Bestimmung wurde zum 1. Dezember 2020 neu ins WEG aufgenommen. Im Übrigen bedürfen Beschlüsse zu ihrer Wirksamkeit gegen den Sondernachfolger eines Wohnungseigentümers nicht der Eintragung in das Grundbuch (§ 10 Abs. 3 WEG).

#### Umsetzung der Beschlüsse
Die Durchführungspflicht von Beschlüssen der Wohnungseigentümergemeinschaft trifft dem Bundesgerichtshof (BGH) zufolge den Verwalter als Vollzugsorgan. Geht es um die Umsetzung von Sanierungsbeschlüssen, gehört nicht nur die Auftragserteilung im Namen und auf Kosten der Wohnungseigentümergemeinschaft dazu, sondern auch die Überprüfung, dass das beauftragte Sanierungsunternehmen die Arbeiten vollständig ausführt. Gegebenenfalls müsse der Verwalter bei Zweifeln oder Problemen mit dem Auftragnehmer der Wohnungseigentümergemeinschaft die Eigentümer erneut mit der Thematik befassen und Beschlüsse darüber herbeiführen, wie weiter zu verfahren ist. Auch wenn der BGH erwähnt, dass die Beschlussdurchführung dem Verwalter vorbehalten und gesetzlich geschützt ist (§ 27 Abs. 4 WEG), ändert es nichts daran, dass die Wohnungseigentümer dem Verwalter gegenüber weisungsbefugt sind. Handwerker, Bauleiter oder Architekten, die der Verwalter zur Durchführung einer beschlossenen Sanierung im Namen der Wohnungseigentümergemeinschaft beauftragt, sind im Verhältnis zu den einzelnen Wohnungseigentümern nicht Erfüllungsgehilfen des Verbands im Sinne von § 278 Abs. 1 BGB. Für Schäden, die solche Auftragnehmer schuldhaft am Sondereigentum verursachen, haftet regelmäßig nicht die Wohnungseigentümergemeinschaft, sondern der Schädiger aufgrund der Verletzung von Pflichten aus einem Vertrag mit Schutzwirkung zugunsten Dritter. Bleibt der Verwalter untätig oder setzt er die Beschlüsse unvollständig oder fehlerhaft um, kann der Verwaltungsbeirat eingeschaltet werden; wenngleich diesem keine Weisungsrechte zustehen, muss er jedenfalls auf den Verwalter einwirken. Ferner kann die Eigentümerversammlung mit dem Ziel einer Anweisung an den Verwalter oder sogar der Abmahnung oder Abberufung angerufen werden.

### Eigentümerversammlungen während der COVID-19-Pandemie
Da Eigentümerversammlungen während der COVID-19-Pandemie oft nicht oder nur eingeschränkt möglich sind, wurde mit dem Gesetz über Maßnahmen im Gesellschafts-, Genossenschafts-, Vereins-, Stiftungs- und Wohnungseigentumsrecht zur Bekämpfung der Auswirkungen der COVID-19-Pandemie (Artikel 2 des Gesetzes zur Abmilderung der Folgen der COVID-19-Pandemie im Zivil-, Insolvenz- und Strafverfahrensrecht) Regelungen geschaffen, um die Handlungsfähigkeit von Wohnungseigentümergemeinschaften zu gewährleisten. § 6 des Gesetzes sieht vor, dass der zuletzt bestellte Verwalter bis zu seiner Abberufung oder bis zur Bestellung eines neuen Verwalters im Amt bleibt und der zuletzt von den Wohnungseigentümern beschlossene Wirtschaftsplan bis zum Beschluss eines neuen Wirtschaftsplans gültig bleibt. Das Gesetz tritt mit Ablauf des 31. August 2022 außer Kraft.
Bei dringend notwendigen Maßnahmen ist der Verwalter auch ohne Beschluss der Wohnungseigentümer berechtigt und verpflichtet, die Maßnahmen ordnungsmäßiger Verwaltung zu treffen, die zur Wahrung einer Frist oder zur Abwendung eines Nachteils erforderlich sind (§ 27 WEG Abs. 1 Nr. 2).
Reine Online-Versammlungen sind bisher nicht möglich.